# Joachim Beuckelaer

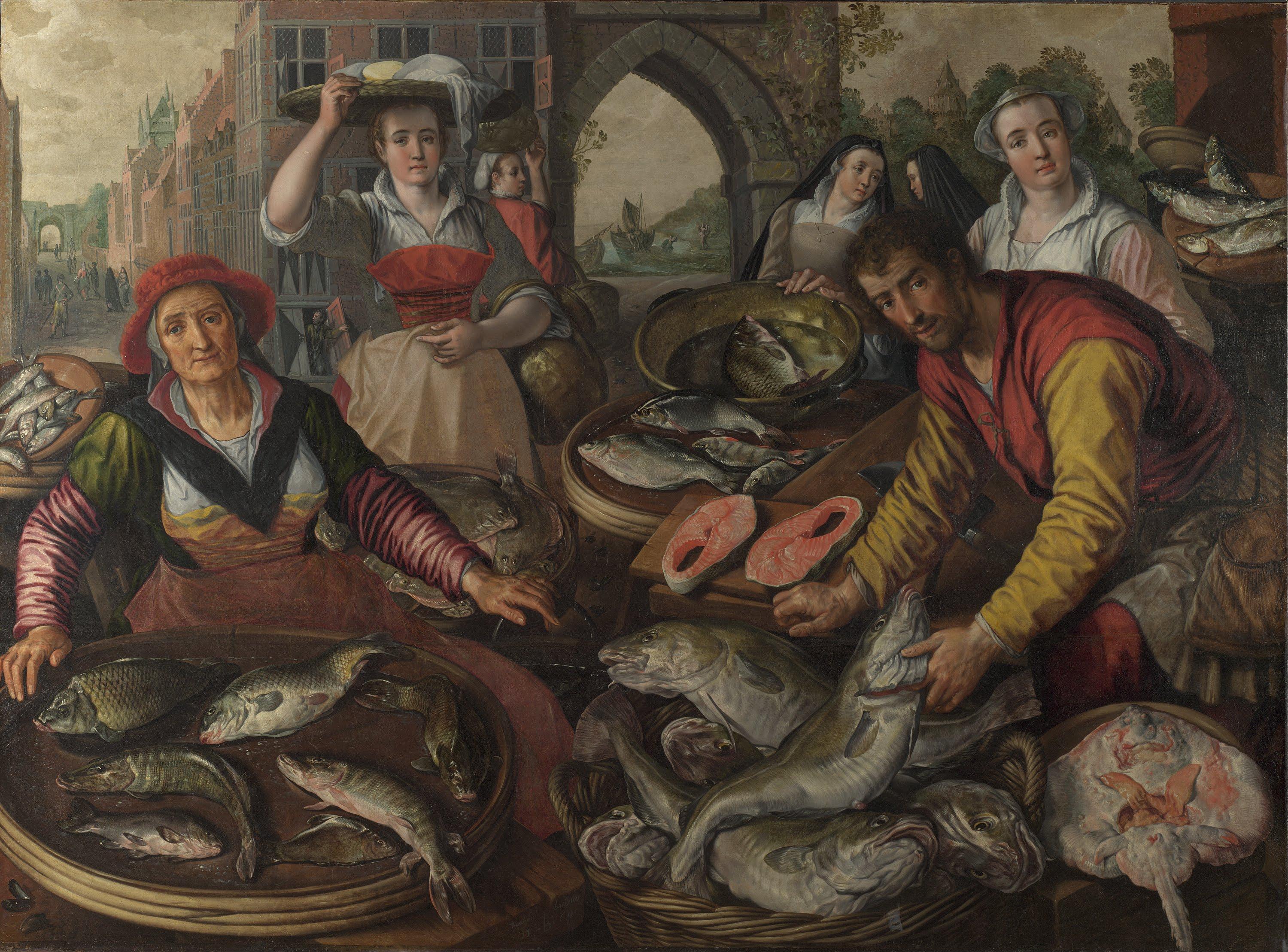
Quatro Elementos: Água, pintado em 1569, atualmente no Reggia di Capodimonte, em Nápoles.

Joachim Beuckelaer (1533 - 1574) foi um pintor flamengo.
Nascido na Antuérpia, estudou pelo seu tio, Pieter Aertsen. Parte de suas pinturas contém cenas de cozinhas e mercados com alusões religiosas ao fundo. Sua série "Quatro Elementos" (tal como em 2004, já na Galeria Nacional de Londres) exemplifica seus temas em grande escala. "Água", por exemplo, mostra um mercado de peixes vendendo doze tipos de peixe, representando os doze apóstolos de Jesus. Através de um arco ao fundo pode-se ver Jesus andando sobre o Mar da Galileia depois de sua ressurreição, fazendo com que os peixes apareçam miraculosamente nas redes vazias. O trabalho de Beuckelaer influenciou diversos pintores no norte da Itália, particularmente Vincenzo Campi.